# Cronaca di Dalimil
La Cronaca di Dalimil (in ceco: Dalimilova kronika; Kronika tak řečeného Dalimila) è il primo esempio conosciuto di cronaca scritta in lingua ceca. Ha contenuti fortemente patriottici e narra le azioni di difesa degli antenati cechi contro le minacce straniere.
Venne composta in versi da autore ignoto agli inizi del XIV secolo. Essa raccoglie informazioni da cronache più antiche scritte in lingua latina e anche esperienze dell'autore. La cronaca finisce prima del 1314, ma di solito è pubblicata aggiungendovi le voci di cronisti e autori successivi che descrivono eventi fino al 1319.